# Adare Basin
Koordinaten: 71° 0′ S, 175° 0′ O

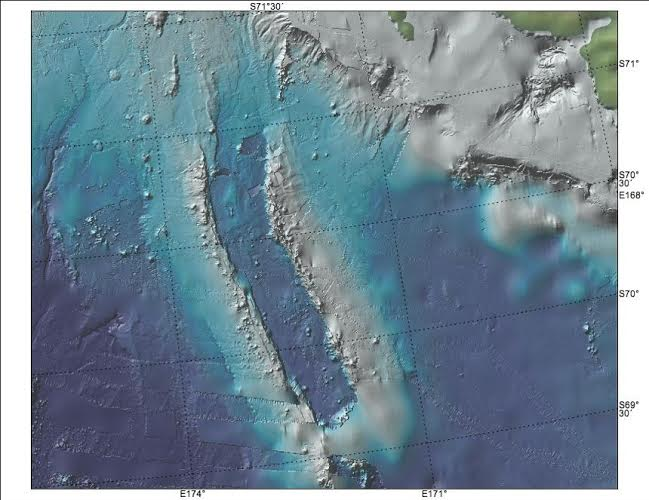
Geologische Karte des Adare Basin mit dem Adare Trough (Bildmitte)

Das Adare Basin (englisch) ist ein Seebecken in der Somow-See vor der Nordküste des ostantarktischen Viktorialands.
Benannt ist es in Anlehnung an die Benennung des Kap Adare und der Adare-Halbinsel nach Edwin Wyndham-Quin, 3. Earl of Dunraven and Mount-Earl (1812–1871), vormaliger Viscount Adare, ein Freund des Polarforschers James Clark Ross.